# Павловец Забочки
Павловец Забочки је насељено место у саставу града Забока у Крапинско-загорској жупанији, Хрватска. До територијалне реорганизације у Хрватској налазио се у саставу старе општине Забок.

## Становништво
На попису становништва 2011. године, Павловец Забочки је имао 605 становника.

## Попис1991.
На попису становништва 1991. године, насељено место Павловец Забочки је имало 597 становника, следећег националног састава:
| Попис 1991.‍  | Попис 1991.‍  | Попис 1991.‍ | Попис 1991.‍ | Попис 1991.‍ |
| ------------ | ------------ | ----------- | ----------- | ----------- |
|              |              |             |             |             |
| Хрвати       | Хрвати       |             | 587         | 98,32%      |
| неопредељени | неопредељени |             | 1           | 0,16%       |
| непознато    | непознато    |             | 9           | 1,50%       |
| укупно: 597  |              |             |             |             |